# Twilight (Electric Light Orchestra)
Twilight è un singolo del gruppo musicale britannico Electric Light Orchestra, pubblicato nel 1981 ed estratto dall'album Time.
Il brano è stato scritto e prodotto da Jeff Lynne.

## Nella cultura di massa
Twilight venne utilizzata senza autorizzazione per lo spot giapponese del 1982 della Toyota Celica XX. Venne anche usata come brano finale nel film del 2009-2010 di Burton Snowboards  The B Movie , con la maggior parte del team Burton che fa snowboard su una "B" costruita sulla neve.

### Daicon IV
Il pezzo fu sfruttato, sempre senza il consenso del gruppo o della casa discografica, per il cortometraggio Daicon IV del 1983, atto ad aprire l'anime convention omonima ad Osaka. Nel 2005, come omaggio a questi, la composizione venne scelta come sigla per la serie televisiva drammatica Densha Otoko, che ha un otaku come protagonista. Con lo stesso fine celebrativo, fu la canzone di apertura del concorso AMV dell'Otakon dal 2008 in poi, ad eccezione del 2017.

## Tracce
- 7"

1. Twilight
2. Julie Don't Live Here